# La musica
La musica är en Eurodance/poplåt skriven av Johan Fjellström, Joakim Udd, Karl Eurén och Robert Rydholm. Framfördes av Verona i den svenska Melodifestivalen 2007. På singellistorna nådde den 42:a plats i Sverige, och femteplatsen i Finland.
Under Melodifestivalen 2012 var låten med i "Tredje chansen".

## Listplaceringar
| Lista (2007) | Topplacering |
| ------------ | ------------ |
| Finland      | 5 .          |
| Sverige      | 42 .         |